# 聖地亞哥德保卡賴區
14°41′38.21″S 74°07′26.88″W / 14.6939472°S 74.1241333°W
聖地亞哥德保卡賴區（西班牙語：Distrito de Santiago de Paucaray），是秘魯的一個區，位於該國中南部阿亞庫喬大區的蘇克雷省，始建於1962年5月21日，面積62.7平方公里，海拔高度3,229米，2005年人口1,030，人口密度每平方公里16人。